# Hezarpare Ahmed Pascha
Hezarpare Ahmed Pascha, auch Tezkereci Ahmed Pascha, (* unbekannt; † 8. August 1648 in Konstantinopel) war ein osmanischer Staatsmann, Großwesir und Defterdar des Osmanischen Reiches.

## Leben
Ahmed Pascha war der Sohn eines Soldaten. Anders als sein Vater entschied er sich gegen eine militärische Laufbahn und arbeitete nach der Ausbildung als Regierungsangestellter. So war er unter anderem persönlicher Sekretär (tezkereci) des Großwesirs Kemankeş Kara Mustafa Pascha, was ihm den Beinamen Tezkereci einbrachte. Im Jahr 1646, rund zwei Jahre nach der Exekution des Mustafa Pascha, wurde er defterdar und ein Jahr später zum Großwesir befördert.
Der regierende Sultan İbrahim galt als psychisch auffällig, was ihm auch den Beinamen "der Verrückte" bescherte. Der Sultan war bekannt für seine sexuellen Ausschweifungen und pflegte einen prunkvollen Lebensstil. So liebte er Zobelpelzmäntel und zwang seinen Großwesir, riesige Mengen von Zobelpelzen für seine Paläste zu kaufen. Ahmed Pascha war so als Großwesir vor allem damit beschäftigt, sich um die Vergnügungen des Sultans zu kümmern, und musste die Staatsgeschäfte vernachlässigen. Während seiner Amtszeit konnte die Marine Venedigs im Krieg um Kreta die Meerenge von Çanakkale (Dardanellen) blockieren und Venedig übernahm die Kontrolle über die strategisch wichtige Burg Klis im heutigen Kroatien. Darüber hinaus verursachten die immensen Einkäufe von Zobelpelzen ein zusätzliches Defizit im Staatshaushalt, dessen Lage durch den Krieg ohnehin angespannt war.
Im Jahr 1648 erhob Ahmed Pascha eine hohe Steuer, um die zusätzlichen Ausgaben des Haushalts decken zu können. Dieser Schritt verursachte jedoch Ärger und Aufruhr in der Bevölkerung des Osmanischen Reiches. Der Großwesir wurde daraufhin von Janitscharen am 8. August 1648 getötet und in Stücke gerissen, daher der aus dem Persischen stammende Beiname Hezarpâre (dt. Tausend Stücke). Nur wenige Tage nach dem Tod Ahmed Paschas wurde auch der Sultan abgesetzt und getötet.